# Willy Baensch
Willy Albrecht Eduard Baensch (* 5. Februar 1893 in Magdeburg; † 1. November 1972 in Washington, D.C.) war ein deutscher Mediziner und Chirurg.

## Leben
Baensch absolvierte nach dem Abschluss seiner Schullaufbahn ab 1913 an der Universität Halle ein Medizinstudium. Später wechselte er an die Universitäten Leipzig sowie München und beendete sein Studium 1918. Die folgenden zwei Jahre leitete er das Röntgeninstitut der Universitätsklinik Halle. Danach stieg er zum Röntgenassistent auf. Im gleichen Jahr heiratete er Erika Praetorius. 1922 wurde er in Halle zum Doktor der Medizin promoviert mit der Dissertationsschrift Über die Auswahl der Operationsmethoden in der Varicenbehandlung. Baensch habilitierte sich an der Universität Leipzig 1924 für Chirurgie mit der Habilitationsschrift Die Ergebnisse der Röntgentheorie chirurgischer Erkrankungen. Nach der Habilitation wurde er chirurgischer Privatdozent an der medizinischen Fakultät zu Leipzig. Dort wurde er 1929 zum nichtplanmäßigen außerordentlichen Professor für chirurgische Radiologie befördert und gab dafür die Stelle als Röntgenassistent ab. Baensch wurde 1932 zum planmäßigen Professor ernannt und war von 1937 bis 1945 ordentlicher Professor an der Universität Leipzig. Zudem gab er die Zeitschrift Röntgenpraxis heraus. Im Jahr 1940 wurde Baensch zum Mitglied der Leopoldina gewählt.
Bei dem Bevollmächtigten für das Gesundheitswesen Karl Brandt war Baensch ab 1944 noch Angehöriger des wissenschaftlichen Beirates.
Nach Ende des Zweiten Weltkrieges emigrierte er 1946 in die USA. Im Jahr darauf stellte ihn die Georgetown University als ordentlichen Radiologie-Professor ein. Am 1. November 1972 verstarb Baensch 79-jährig in Washington.
Baensch gehörte der Schwarzen Brigade an, bis 1933 war er Mitglied im Wehrwolf, ab diesem Jahr der Sturmabteilung.

## Werke
- Über die Auswahl der Operationsmethoden in der Varicenbehandlung (Dissertation, 1922)
- Die Ergebnisse der Röntgentheorie chirurgischer Erkrankungen (Habilitationsschrift, 1924)
- Lehrbuch der Röntgendiagnostik (Leipzig 1927)